# سلواتس
سلواتس (به صربی: Selevac) یک منطقهٔ مسکونی در صربستان است که در اسمدرفسکا پلانکا واقع شده‌است. سلواتس ۳٬۸۶۴ نفر جمعیت دارد.